# Lagerstroemia archeriana
Lagerstroemia archeriana är en fackelblomsväxtart. Lagerstroemia archeriana ingår i släktet Lagerstroemia och familjen fackelblomsväxter.

## Underarter
Arten delas in i följande underarter:
- L. a. archeriana
- L. a. divaricatiflora